# Encentrum hofsteni
Encentrum hofsteni är en hjuldjursart som först beskrevs av de Beauchamp 1913.  Encentrum hofsteni ingår i släktet Encentrum, och familjen Dicranophoridae. Inga underarter finns listade.